# Stratonikeia (Karien)
Koordinaten: 37° 19′ N, 28° 4′ O
Stratonikeia (altgriechisch Στρατονικεῖα; latinisiert Stratonicaea oder Stratonicea) war eine antike Stadt in der kleinasiatischen Landschaft Karien in der heutigen Türkei. Von den Seleukiden im 3. Jahrhundert v. Chr. gegründet, war sie später zeitweise unter makedonischer und rhodischer Herrschaft, bis sie 167 v. Chr. von den Römern zur freien Stadt erklärt wurde.

## Lage
Stratonikeia befindet sich auf dem Gebiet der heutigen Ortschaft Eskihisar, im Landkreis Yatağan (Provinz Muğla, Türkei). Zum Gebiet der Stadt gehörten auch angrenzende Ortschaften: Neben den von Titus Livius und Strabon genannten Ortschaften Tendeba, Astragon und Pedasa umfasste es auch den Ort Lagina mit seinem Hekate-Heiligtum und Panamara mit einem Heiligtum des Zeus. Der Besitz dieser auch überregional bedeutenden Heiligtümer konnte auch als Machtfaktor in der politisch-militärischen Auseinandersetzung genutzt werden. Seit einer Ehrung durch Sulla um 88 v. Chr. gehörten auch die Orte Themessos und Keramos zum Einzugsgebiet, damit erstreckte sich Stratonikeia bis zur Südküste. Die Stadt war so, obwohl ihr Kerngebiet nicht in dessen Einzugsgebiet lag, über ihre Vororte Mitglied des Chrysaorischen Bundes der Karer.

## Geschichte
Als Gründer der Stadt wird Antiochos I. (281–261 v. Chr.) in Betracht gezogen, der diese am bereits bestehenden Heiligtum des Zeus Chrysaoreus angelegt und sie nach seiner Stiefmutter bzw. Frau Stratonike benannt haben soll, nachdem die Seleukiden 270 v. Chr. die Kontrolle über Karien erlangt hatten. Alternativ dazu erscheint eine Gründung durch Antiochos II. (261–246 v. Chr.) oder Seleukos II. (246–226/5 v. Chr.) plausibel. Sie geht vermutlich auf eine alte karische Vorgängersiedlung zurück, auf die archäologische Funde – bronzene Grabbeigaben, submykenische Keramik und zwei Kammergräber in der Nähe der Stadt – hinweisen. Ein Teil der Forschung identifiziert die in zwei hethitischen Briefen (CTH 181 und CTH 182) des 13. Jahrhunderts v. Chr. erwähnte befestigte Siedlung Atrija mit Idrias, einer  Vorgängersiedlung von oder bei Stratonikeia. Im Zuge der hellenistischen Neugründung der Stadt wurden die umliegenden Dörfer als Bezirke (Hiera kome, Koliorga, Koraza, Koraia, Lobolda) in die Polisverwaltung eingegliedert. Als bedeutendste Götter der Polis sind in dieser Zeit Hekate, Zeus Karios und Zeus Chrysaoreus anzusehen. Das Zentrum der Hekate-Verehrung ist dabei in Koraza zu lokalisieren, wo sich das bedeutendste Heiligtum der Göttin in der Region befand. Das Heiligtum des Zeus Karios befand sich außerhalb der Polisgrenzen Stratonikeias in Panamara, ca. 10 km südöstlich von Stratonikeia nahe dem heutigen Bağyaka, und war zunächst nur von lokaler Bedeutung. Der Tempel des Zeus Chrysaoreus kann nicht eindeutig lokalisiert werden, wird aber mit den „weißen Säulen“ gleichgesetzt, die Herodot und Strabon als Treffpunkt des Chrysaorischen Bundes überliefern. Es wurde in Betracht gezogen, dass sich der Tempel eventuell ca. 4 km östlich von Eskihisar befand.
Einige Jahre nach der Gründung überließen die Seleukiden Stratonikeia der Herrschaft von Rhodos. Später wurde die Stadt von den Makedonen erobert – entweder 227 v. Chr. von Antigonos III. Doson oder 201 beim Feldzug Philipps V. 197 v. Chr. versuchten die Rhodier, Stratonikeia zurückzuerobern, was jedoch misslang. Nach der Niederlage der Makedonen in der Schlacht von Kynoskephalai 197 fiel die Stadt an den Seleukidenkönig Antiochos III., der sie wiederum an die Rhodier übergab.
167 v. Chr. mussten die Rhodier Stratonikeia abermals abgeben; die Römer erklärten es zu einer freien Stadt. Das aus dem Wegfall der rhodischen Herrschaft resultierende Machtvakuum im Golf von Keramos hatte zur Folge, dass Stratonikeia versuchte, eine Vormachtstellung in diesem Gebiet zu erlangen. Dies zeichnete sich unter anderem dadurch ab, dass im Heiligtum des Zeus Karios in Panamara ein Priester namens Leon von Stratonikeia eingesetzt wurde. Dieser erwirkte, dass das Asylrecht des Zeusheiligtums und des panamareischen koinon von den umliegenden Gemeinden akzeptiert wurde. Dies bedeutete nicht nur einen Bedeutungsgewinn für den Kult des Zeus Karios, nachdem dieser unter der rhodischen Herrschaft in den Hintergrund gerückt war, sondern ebenfalls eine verstärkte Machtpräsenz Stratonikeias in diesem Raum. Des Weiteren wurden diese Beziehungen intensiviert, indem durch stratonikeische Initiative ein Herakult im Heiligtum etabliert und das Fest der Komyria für Männer bzw. der Heraia für Frauen eingeführt wurde.
Trotz der politischen Bedeutung Panamaras verschob sich das religiöse Zentrum der Polis vom Tempel des Zeus Chrysaoreus nach Koraza. Der Grund für den Wechsel der Polisgottheit von Zeus zu Hekate kann nicht abschließend geklärt werden. Eventuell ist es auf ein erfülltes Orakel oder eine ähnliche Erscheinung ihrer göttlichen Macht zurückzuführen, da sie dort als Hekate Soteira Epiphania verehrt wurde. Sicher ist jedoch, dass Hekate vor dem letzten Viertel des 2. Jahrhunderts v. Chr. zur „Schutzgottheit“ der Polis wurde, da sich durch den datierbaren Tempelbau in Koraza ein terminus ante quem ergibt. Damit einhergehend wurde der Bezirk in Lagina umbenannt und die Feier der Hekatesia eingeführt, die alle fünf Jahre veranstaltet wurde. Um die Einheit von Stratonikeia als politischem und Lagina als religiösem Zentrum zu demonstrieren, wurde bei diesem Fest eine Prozession, die sogenannte kleidos pompe, abgehalten, wobei der Schlüssel des Hekatetempels zum stratonikeischen Bouleuterion gebracht wurde.

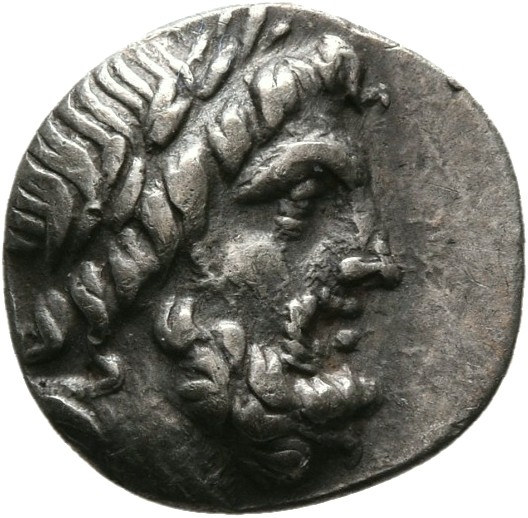
Münze aus Stratonikeia, 125–85 v. Chr., Vorderseite

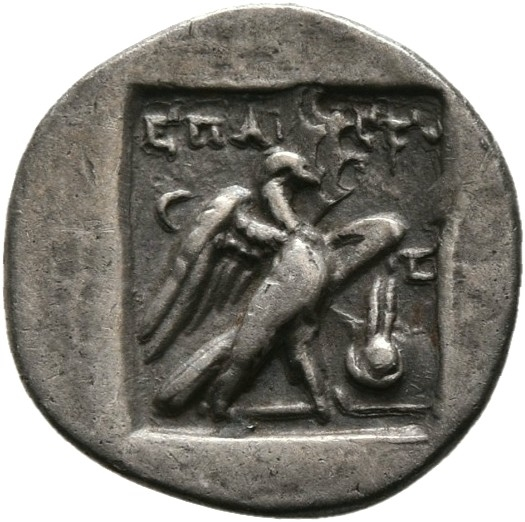
Münze aus Stratonikeia, 125–85 v. Chr., Rückseite

Im Ersten Mithridatischen Krieg wurde die Stadt 88 v. Chr. von Mithridates VI. erobert, besetzt und mit einer Geldbuße belegt. Nach der Rückeroberung durch die Römer ehrte Sulla die Einwohner für ihre Treue; 81 wurde der Status als freie Stadt bestätigt. 40 v. Chr. belagerten die Parther mit ihrem Feldherrn Quintus Labienus die Stadt vergeblich. Ihnen gelang es zwar nicht, die Stadt zu erobern, jedoch kam es zur Plünderung und Zerstörung des Hekateheiligtums von Lagina. Im darauffolgenden Jahr versuchten sie Panamara einzunehmen, was jedoch durch das göttliche Eingreifen des Zeus Karios verhindert worden sein soll. Dieser wurde daraufhin von der Bevölkerung unter dem Epitheton Zeus Panamaros verehrt, und das Fest der Panamareia wurde im Rahmen dieser Modifizierung des Kultes eingeführt. Dabei handelt es sich wie bei der kleidos pompe von Lagina um eine Prozession vom Heiligtum nach Stratonikeia, was dem Zeus Panamaros einen Status als Polisgott neben Hekate zukommen ließ. Die Autonomie behielt Stratonikeia auch unter der römischen Herrschaft in der Provinz Asia.
Während der Auseinandersetzungen zwischen Octavianus und Marcus Antonius positionierte sich Stratonikeia auf Seiten des späteren Augustus, obwohl die Polis in einem Gebiet lag, das von Letzterem kontrolliert wurde. Diese Treue wurde 39 v. Chr. von Octavianus belohnt, indem er der Stadt mehrere Privilegien, darunter das Asylrecht für das Heiligtum des Zeus Panamaros, gewährte, die 22 n. Chr. von Tiberius erneut bestätigt wurden. Abgesehen davon führte der Wiederaufbau des durch Labienus zerstörten Heiligtums in Lagina zu einer erneuten Bekräftigung der Beziehungen zwischen Rom und Stratonikeia.
In der Spätantike wurde die Stadt Bischofssitz, worauf das Titularbistum Stratonicea in Caria der römisch-katholischen Kirche zurückgeht.

## Archäologische Funde

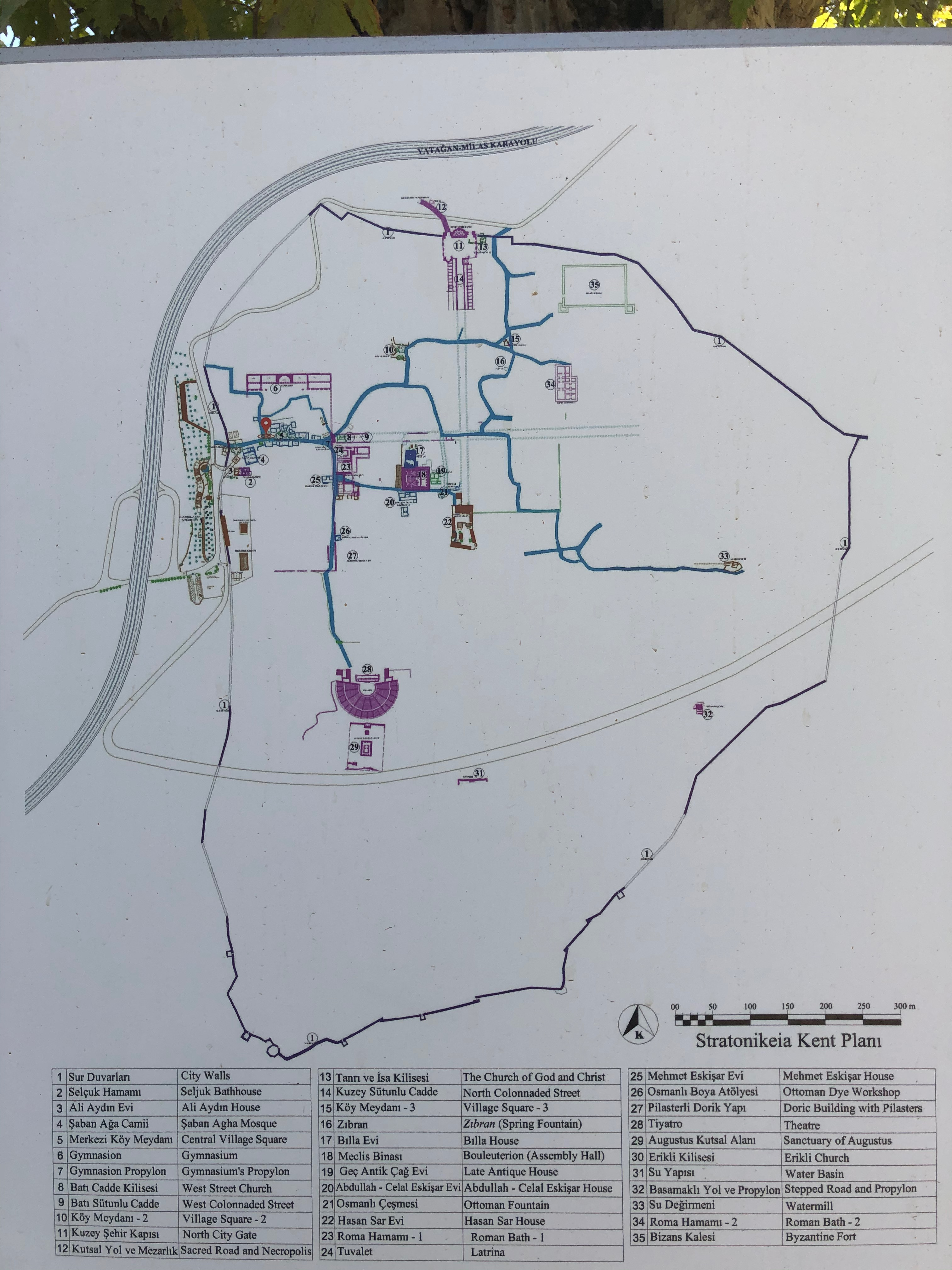
Stadtplan

Die Überreste der Stadt sind heute nahe der Straße Milas–Muğla, dicht vor dem Kohlekraftwerk von Yatağan und nahe riesiger Marmorsteinbrüche, zu finden. Es finden sich größere Ruinen eines Theaters, eines Buleuterions, eines Gymnasions, eines Doppeltors mit Nymphaion, eines Stadtbefestigungsforts und weitere Überreste. Zum nahegelegenen Heiligtum der Hekate in Lagina (11 Kilometer entfernt) führte einstmals eine heilige Straße.